# 文屋朝康
文屋朝康（日语：／ Funya no Asayasu */?，？—？）是日本平安時代前期官人和歌人，官位是從六位下大膳少進，文屋氏出身，其父是文屋康秀。他是《百人一首》歌人之一，有約3首作品收錄於敕撰和歌集。按《古今和歌集目錄》記載，他在寬平4年正月23日（892年2月25日）就任駿河掾，其後在延喜2年2月23日（902年4月4日）出任大舍人大允。另外，按《敕撰作者部類》記載，他是從六位下大膳少進，出任大舍人允的日期則是延喜3年（903年）。

## 和歌
朝康收錄於敕撰和歌集的和歌數目存在兩種說法，按《敕撰作者部類》記載為3首，一首收錄於《古今和歌集》，兩首收錄於《後撰和歌集》。不過根據收錄於《古今和歌集》的作品的詞書記載，這首作品出自於是貞親王家歌合（《新編國歌大觀》編號225），另有同樣在詞書處記載為出自於是貞親王家歌合的兩首和歌（これさだのみこの家の歌合のうた，《新編國歌大觀》編號249和250），在定家本《古今和歌集》雖然標明為朝康之父康秀的作品，但是由於高野切以及清輔本《古今和歌集》等均視為朝康的和歌，加上契沖在《古今余材抄》中的見解，推測這兩首和歌可能是朝康的作品，如此他收錄於敕撰和歌集的數目便增至5首。除了是貞親王家歌合外:14-15，他也有參與寬平御時後宮歌合。
- 《小倉百人一首》文屋朝康
菱川師宣繪本
- 《小倉擬百人一首》
文屋朝康 玉藻前
歌川國芳的浮世繪

《百人一首》入選作是；
| 《新編國歌大觀》版本 | 全日本歌牌協會版本 | 嵯峨嵐山文華館版本 | 中譯                                        |
| -------------------- | ------------------ | ------------------ | ------------------------------------------- |
|                      |                    |                    | 清秋原野上 白露滾涼風 無計串珠玉 可憐散草叢 |

這首和歌收錄於《後撰和歌集》卷第六「秋中」，《新編國歌大觀》編號是308，詞書是:39，意思是延喜時的召歌，指出此歌是醍醐天皇在位時的作品。然而，由於此歌早已收錄在成書於延喜年間之前的寬平御時後宮歌合以及《新撰萬葉集》，因此詞書本身的描述並不正確。另外，此歌也收錄於藤原定家的《八代抄》、自筆本《近代秀歌》、《秀歌體大略》、《八代集秀逸》和《五代簡要》，亦蘊含了定家喜愛的三個字「白」、「風」和「秋」，不僅如此這首作品還將露水比喻為眼淚，化作珍珠而散落的風情讓人聯想到悲傷的戀愛，而定家本人也以此歌與《萬葉集》的和歌（《新編國歌大觀》編號3390）為本歌取，寫下的作品收錄於《拾遺愚草》（《新編國歌大觀》編號1292）。與此同時，雖然當時已經存在不少以白露為題材的和歌，例如他自己在《古今和歌集》的作品（《新編國歌大觀》編號225）、遍昭（《古今集》，《新編國歌大觀》編號27）、紀貫之（《後撰集》，《新編國歌大觀》編號307）和壬生忠岑（《後撰集》，《新編國歌大觀》編號309）等等，但是這些作品的差異在於其中的白露均是靜態，並且只著眼於將白露比喻成珍珠，而朝康的作品則捕抓了白露散落的情景，帶有纖細純潔的美感，加上散落的白露讓人感受到生命的無常，從而留下余韻，以比喻取代寫實的手法則屬於古今調。
關於開首的，鈴木日出男、島津忠夫和小町谷照彥均認為是指花草上亮麗的白色露水，其中鈴木和小町谷主張有強調作用，同時鈴木也提到在五行中「白」與秋天相通。另一方面，有吉保則認為「白」與其說是顏色，不如說其讓人感覺純潔。接著的的意思是風不斷在吹，其中是《後撰和歌集》的寫法:39，《新撰萬葉集》同樣採用「敷」字（《新編國歌大觀》編號87），寬平御時後宮歌合則以平假名寫作（《新編國歌大觀》編號90），有吉、鈴木、島津和小町谷均認為是指（頻繁地發生），其中鈴木認為可能是颱風或相當程度的強風，吉海直人則認為將白露與風扯上關連的手法特別嶄新。第三句的是指秋天的原野，其中係助詞的是用來強調只有秋天才能看到的情景。第四句的是指沒有用繩線串好，其中的是（穿過）與（綁好）的合成詞，則是否定用的助動詞「）的連體形。末句的是指珍珠散落四周，將花草上散亂的露水比喻成沒有用繩線串好的珍珠，則是係助詞，與代表感嘆的形成係結。

### 註解
1. ↑  詞書是指該和歌的主題和寫作動機等相關事宜[3]。
2. ↑  其中249是其父康秀在《百人一首》的入選作[4]。
3. ↑  玉古稱白玉，即珍珠[13][12]，也有說法認為玉指寶石，在這裡則指珍珠或水晶[16]。